# Kanton Denain
Der Kanton Denain ist der mit der Kantonsreform 2015 gebildete 14. Kanton des Départements Nord und gehört zum Arrondissement Valenciennes. 

## Gemeinden
Der Kanton besteht aus 18 Gemeinden mit insgesamt 69.616 Einwohnern (Stand: 1. Januar 2022) auf einer Gesamtfläche von 117,88 km²:
| Gemeinde               | Einwohner 1. Januar 2022 | Fläche km² | Dichte Einw./km² | Code INSEE | Postleitzahl |
| ---------------------- | ------------------------ | ---------- | ---------------- | ---------- | ------------ |
| Abscon                 | 4.160                    | 7,27       | 572              | 59002      | 59215        |
| Avesnes-le-Sec         | 1.453                    | 10,39      | 140              | 59038      | 59296        |
| Bouchain               | 4.054                    | 12,39      | 327              | 59092      | 59111        |
| Denain                 | 20.622                   | 11,52      | 1.790            | 59172      | 59220        |
| Douchy-les-Mines       | 10.112                   | 9,20       | 1.099            | 59179      | 59282        |
| Émerchicourt           | 813                      | 5,11       | 159              | 59192      | 59580        |
| Escaudain              | 9.060                    | 9,97       | 909              | 59205      | 59124        |
| Hordain                | 1.448                    | 5,66       | 256              | 59313      | 59111        |
| Lieu-Saint-Amand       | 1.464                    | 5,11       | 286              | 59348      | 59111        |
| Lourches               | 3.756                    | 2,65       | 1.417            | 59361      | 59156        |
| Marquette-en-Ostrevant | 1.953                    | 7,47       | 261              | 59387      | 59252        |
| Mastaing               | 900                      | 5,97       | 151              | 59391      | 59172        |
| Neuville-sur-Escaut    | 2.759                    | 4,74       | 582              | 59429      | 59293        |
| Noyelles-sur-Selle     | 661                      | 5,05       | 131              | 59440      | 59282        |
| Rœulx                  | 3.767                    | 4,02       | 937              | 59504      | 59172        |
| Wasnes-au-Bac          | 596                      | 5,19       | 115              | 59645      | 59252        |
| Wavrechain-sous-Denain | 1.606                    | 2,37       | 678              | 59651      | 59220        |
| Wavrechain-sous-Faulx  | 432                      | 3,80       | 114              | 59652      | 59111        |
| Kanton Denain          | 69.616                   | 117,88     | 591              | 5914       | –            |